# Ruedi Imbach
Pour les articles homonymes, voir Imbach.
Ruedi Imbach est un philosophe suisse né à Sursee (canton de Lucerne) le 10 mai 1946.

## Biographie
De 1985 à 2000, il travaille comme professeur ordinaire à la Faculté des Lettres et à la Faculté de Théologie de l’Université de Fribourg. Il y est membre de l'Institut d'études médiévales. À deux reprises, il est nommé vice-recteur de cette université, de 1988 à 1991 puis de 1999 à 2000.
De 2000 à 2013, il travaille comme professeur de philosophie médiévale à l'Université de Paris-Sorbonne.
Le prix scientifique suisse Marcel-Benoist lui a été décerné en 2001 pour l'ensemble de son œuvre.
En 2024, il reçoit le Grand prix de Philosophie de l'Académie française pour l'ensemble de son œuvre.

## Œuvres
- Portrait du poète en tant que philosophe : Sur la philosophie de Dante Alighieri, éditions Vrin, Paris, 2023.
- Dante, la philosophie et les laïcs. I : initiations à la philosophie médiévale, coédition : Éditions, du Cerf (Paris) et Éditions universitaires de Fribourg (Fribourg), coll. « Vestigia », série « Pensée antique et médiévale » no 21, Fribourg, 1996, 270 p.,  (ISBN 2-204-05483-6) (Paris) ou  (ISBN 2-8271-0747-3) (Fribourg), (BNF 35856106).
- François-Xavier Putallaz et Ruedi Imbach, Profession philosophe, Siger de Brabant, éditions du Cerf, coll. « Initiations au Moyen âge », Paris, 1997, 202 p.,  (ISBN 2-204-05696-0), (BNF 36188650).
- Articles choisis (1996)
- Die Philosophie im lateinischen Mittelalter. Ein Handbuch mit einem bio-bibliographischen Repertorium (1996)
- Die Philosophie im lateinischen Mittelalter. Ein Handbuch mit einem bio-bibliographischen Repertorium (1989)
- Deus est intelligere. Das Verhältnis von Sein und Denken in seiner Bedeutung für das Gottesverständnis bei Thomas von Aquin und in den Pariser Quaestionen Meister Eckharts (1976)

Direction ou codirection d'ouvrages
- John Duns Scot, Traité du premier principe (Tractatus de primo principio), traduit du latin, sous la direction de Ruedi Imbach, par Jean-Daniel Cavigioli, Jean-Marie Meilland, François-Xavier Putallaz, Cahiers de la “Revue de théologie et de philosophie”, no 10, Lausanne, 1983, 110 p., (BNF 34808392).
- Philosophes médiévaux : anthologie de textes philosophiques (XIIIe – XIVe siècles) (sous la direction de Ruedi Imbach et Maryse-Hélène Méléard), Union générale d'éditions, coll. « 10/18 » no 1760, série « Bibliothèque médiévale », Paris, 1986, 409 p.,  (ISBN 2-264-01881-X). – Nouveaux tirages en 1993 et 1997, avec les mêmes références.

Traductions en français
- Amours plurielles : doctrines médiévales du rapport amoureux de Bernard de Clairvaux à Boccace (présentation et commentaires par Ruedi Imbach et Iñigo Atucha), éditions du Seuil, coll. « Points » no 547, série « Essais », Paris, 2006, 323 p.,  (ISBN 978-2-02-055708-5), (BNF 40190713).